# Промінська сільська рада (Луцький район)
| Промінська сільська рада — колишня адміністративно-територіальна одиниця та орган місцевого самоврядування у Луцькому районі Волинської області з адміністративним центром у с. Промінь. Припинила існування 16 листопада 2017 року через об'єднання в Боратинську сільську громаду Луцького району Волинської області. Натомість утворено Промінський старостинський округ при Боратинській сільській громаді Волинської області. Сільській раді підпорядковувались населені пункти: - с. Промінь - с. Вербаїв - с. Коршовець - с. Лучиці - с. Мстишин |

## Склад ради
Рада складалась з 16 депутатів та голови.

## Керівний склад сільської ради
| ПІБ                    | Основні відомості                                                                | Дата обрання | Дата звільнення |
| ---------------------- | -------------------------------------------------------------------------------- | ------------ | --------------- |
| Федчук Сергій Павлович | Сільський голова, 1963 року народження, освіта, член Української Народної Партії | 26.03.2006   | 31.10.2010      |
| Федчук Сергій Павлович | Сільський голова, 1963 року народження, освіта вища, безпартійний                | 31.10.2010   |                 |

Примітка: таблиця складена за даними джерела

## Населення
Згідно з переписом УРСР 1989 року чисельність наявного населення сільської ради становила 1409 осіб, з яких 626 чоловіків та 783 жінки.
За переписом населення України 2001 року в сільській раді мешкали 1543 особи.

### Мова
Розподіл населення за рідною мовою за даними перепису 2001 року:
| Мова       | Відсоток |
| ---------- | -------- |
| українська | 98,97 %  |
| російська  | 0,65 %   |
| молдовська | 0,32 %   |
| білоруська | 0,06 %   |